# 무라카미 하루키
무라카미 하루키(일본어: 村上春樹, 1949년 1월 12일 ~ )는 일본의 소설가이자 번역가다. 작품 대부분이 50개 이상의 언어로 번역되었고, 일본뿐만 아니라 세계적으로 몇 백만 부 이상의 판매고를 올린 국제적인 베스트셀러 작가다. 1979년 중편 《바람의 노래를 들어라》로 데뷔했고, 이 작품으로 군조 신인상을 수상했다. 이후, 전업 작가로 활동하며 여러 편의 장편 소설, 단편집, 수필, 논픽션 작품을 발표하며 대중적 인기와 평단의 호평을 얻었다. 요미우리 문학상(1996), 프란츠 카프카 상(2006), 세계환상문학대상(2006), 예루살렘 상(2009) 등을 많은 문학상을 수상했다.
대표작은 《양을 둘러싼 모험》(1982), 《노르웨이의 숲》(1987), 《태엽감는 새 연대기》(1994-95), 《해변의 카프카》(2002), 《1Q84》(2009-10) 등이며, 《작지만 확실한 행복》, 《먼 북소리》, 《슬픈 외국어》 등 수필집도 많이 발표했다. F. 스콧 피츠제럴드, 레이먼드 카버, 제롬 데이비드 샐린저 등 영미권 작가들의 소설을 일본어로 번역하며 번역가로도 활동하고 있다.

## 생애
1949년에 일본 교토부 교토시에서 태어나서, 효고현 아시야시에서 자랐다. 하루키의 아버지는 불교 승려의 아들이었고, 어머니는 오사카 출신 상인의 딸이었다. 하루키는 국어교사였던 부모로부터 일본 문학에 관해 배웠다. 와세다 대학 문학부 연극과에 입학하여 드라마를 공부했는데, 대학에서 아내인 요코를 만났다. 대학교를 졸업하기 전에 도쿄도 고쿠분지시에서 '피터 캣'이라는 커피점(저녁에는 재즈바)을 개업해서 운영하였다. 가게는 아내와 함께 1974년부터 1981년까지 운영했다. 1986년부터 1989년까지 유럽 각국을 돌면서 집필 활동을 하였고, 이때에 소설 《노르웨이의 숲》를 집필하였다. 이때의 경험을 이후에 무라카미 하루키가 수필 《먼 북소리》로 정리하여 출간하기도 하였다. 1991년부터 1993년까지는 미국의 프린스턴 대학교으로부터 문학 교수로 임용되어, 2년간 미국 프린스턴에서 거주하였다.
그는 진지한 마라토너이자 철인삼종경기인이다. 그는 33세에 달리기를 시작했는데, 1996년에 일본 홋카이도 사로마 호 인근에서 열린 울트라마라톤 대회에서 첫 100km 코스를 완주하였다. 그는 '달리기를 말할 때 내가 하고 싶은 이야기'에서 마라톤에 대한 수필을 발간하기도 하였다.

## 번역가 경력
번역가로서의 무라카미 하루키는 주로 영어로 된 문학 작품을 일본어로 번역하는 일을 하는데, 이는 본래 작가로 활동하는 것만으로는 생계 유지가 어려웠던 20대 무렵에 부인과 함께 재즈 카페를 운영하면서 번역 일을 겸했던 것에서 비롯되었다. 문학 작가로서의 명성 덕분에 무라카미 하루키가 번역한 작품들은 상당한 평가를 받고 있다. 오랜 외국 체류 생활로 인해, 영어와 프랑스어, 독일어, 그리스어, 튀르키예어, 이탈리아어, 스페인어를 할 줄 알며, 이들 언어로 된 작품을 번역하기도 한다. 주로 자신의 문학적 뿌리인 레이먼드 카버, 레이먼드 챈들러 등의 소설을 번역했다.

## 문학적 경향
어린 시절부터 서양 문화의 영향을 받았는데 특히 서양 음악과 서양 문학에 심취했다. 커트 보니것이나 리처드 브로티건과 같은 미국 작가들의 여러 작품을 읽었는데 이런 바탕이 하루키를 다른 일본 소설가들과는 차별화시키는 요인으로 작용하였다. 또한, 무라카미 하루키의 소설의 주제와 이름은 대개 서양 고전 음악이나, 재즈 음악에서 참고한 것이 많다. 그 예로, 소설 《1Q84》에서는 초반부에서 체코의 작곡가인 레오시 야나체크의 《신포니에타》가 중요한 요소로 등장하며, 소설 《국경의 서쪽, 태양의 남쪽》의 제목은 두 미국인 작곡가들인 지미 케네디와 마이클 카가 집필한 노래인 South of the Border에서 따왔으며, 내용에는 미국의 가수인 냇 킹 콜의 노래인 《Pretend》가 등장한다. 종종 본인의 경험이 그대로 소설에 반영되기도 하여, 가령, 무라카미 하루키 본인이 레코드 가게 직원으로써 첫 사회 생활 경험이 바탕이 되어, 《노르웨이의 숲》(상실의 시대)의 주인공인 와타나베 도루 역시 소설 속에서 레코드 가게의 직원으로 나온다. 또한 본인의 다른 작품의 퇴고 과정에서 잘라낸 내용을 바탕으로 다른 작품을 집필하기도 했고, 그 예로, 소설 《태엽 감는 새》의 초고의 일부를 바탕으로 집필한 소설인 《국경의 서쪽, 태양의 남쪽》이 있다.

### 첫 소설 〈바람의 노래를 들어라〉
하루키가 처음으로 소설을 쓴 것은 29살 때였다. 첫 소설은 〈바람의 노래를 들어라〉였는데, 야구 경기를 보다가 소설을 써야겠다고 생각했다고 전해진다. 1978년 야쿠르트와 히로시마와의 경기를 도쿄 메이지 진구 야구장에서 보던 중, 외국인 선수였던 데이브 힐튼 선수가 2루타를 치는 순간 소설을 써야겠다는 생각을 했다.

## 작품
| 한국어 책 이름                                               | 일본어 책 이름                                               | 한국어 출간일 | 일본어 출간일 |
| ------------------------------------------------------------ | ------------------------------------------------------------ | ------------- | ------------- |
| 바람의 노래를 들어라                                         | 風の歌を聴け                                                 | 1991          | 1979          |
| 1973년의 핀볼                                                | 1973年のピンボール                                           | 1997          | 1980          |
| 양을 쫓는 모험                                               | 羊をめぐる冒険                                               | 1992          | 1982          |
| 중국행 슬로보트                                              | 中国行きのスロウ・ボート                                     | 1999          | 1983          |
| 코끼리 공장의 해피엔드                                       | 象工場のハッピーエンド                                       | 2012          | 1983          |
| 4월의 어느 맑은 아침에 100퍼센트의 여자를 만나는 것에 대하여 | 4月のある晴れた朝に100パーセントの女の子に出会うことについて | 2009          | 1983          |
| 세계의 끝과 하드보일드 원더랜드                              | 世界の終りとハードボイルド・ワンダーランド                   | 1996          | 1985          |
| 빵가게 재습격                                                | パン屋再襲撃                                                 | 2000          | 1986          |
| 노르웨이의 숲(상실의 시대)                                   | ノルウェイの森                                               | 1993          | 1987          |
| 댄스 댄스 댄스                                               | ダンス・ダンス・ダンス                                       | 1989          | 1988          |
| TV피플                                                       | TVピープル                                                   | 2000          | 1990          |
| 먼 북소리                                                    | 遠い太鼓                                                     | 1996          | 1990          |
| 국경의 남쪽, 태양의 서쪽                                     | 国境の南、太陽の西                                           | 1996          | 1992          |
| 태엽 감는 새 연대기                                          | ねじまき鳥クロニクル                                         | 1994          | 1994          |
| 밤의 거미원숭이                                              | 夜のくもざる                                                 | 2003          | 1995          |
| 렉싱턴의 유령                                                | レキシントンの幽霊                                           | 1997          | 1997          |
| 언더그라운드                                                 | ja:アンダーグラウンド                                        | 1998          | 1997          |
| 스푸트니크의 연인                                            | スプートニクの恋人                                           | 1999          | 1999          |
| 신의 아이들은 모두 춤춘다                                    | 神の子どもたちはみな踊る                                     | 2000          | 2000          |
| 언더그라운드2: 약속된 장소에서                               | 約束された場所で                                             | 2010          | 2001          |
| 해변의 카프카                                                | 海辺のカフカ                                                 | 2003          | 2002          |
| 어둠의 저편                                                  | アフターダーク                                               | 2005          | 2004          |
| 도쿄 기담집                                                  | 東京奇譚集                                                   | 2006          | 2006          |
| 1Q84                                                         | 1Q84                                                         | 2009          | 2009          |
| 오자와 세이지 씨와 음악을 이야기하다                         | 小澤征爾さんと、音樂について話をする                         | 2014          | 2011          |
| 잠                                                           | ねむり                                                       | 2012          | 2012          |
| 색채가 없는 다자키 쓰쿠루와 그가 순례를 떠난 해              | 色彩を持たない 多崎つくると、彼の巡の年                      | 2013          | 2013          |
| 기사단장 죽이기                                              | 騎士団長殺し                                                 | 2017          | 2017          |
| 도시와 그 불확실한 벽                                        | 街とその不確かな壁                                           | 2023          | 2023          |

## 같이 보기
- 일본 문학
- 초현실주의
- 괴기물

## 참조
1. ↑  Nobody pounded the table anymore, nobody threw their cups, 가디언
2. ↑  이선희, “죽는 날까지 열여덟 살(18'til I die)”, 그가 달리는 이유 - 무라카미 하루키의 『달리기를 말할 때 내가 하고 싶은 이야기』, 채널예스
3. ↑  무라카미, 하루키 (1996). 《슬픈외국어》. 문학사상사.